# Oberstehöhe
Oberstehöhe ist ein Stadtteil von Lohmar im Rhein-Sieg-Kreis in Nordrhein-Westfalen.

## Geographie
Oberstehöhe liegt im Nordosten von Lohmar. Umliegende Weiler und Ortschaften sind Holl, Kern und Hähngen im Norden, Kuckenbach, Neuheim, Saal, Ingersauel, Oberstesiefen und Unterstesiefen im Osten bis Südosten, Heide (bei Höffen) im Süden, Höffen im Südwesten sowie Grünenborn und Neuhonrath im Westen bis Nordwesten.
Ein namenloser Bach entspringt in zwei Quellflüssen nordwestlich von Oberstehöhe. Er mündet von orographisch linker Uferseite in die Agger.

## Geschichte
Bis zum 1. August 1969 gehörte der Ort zur bis dahin eigenständigen Gemeinde Wahlscheid.

## Brauchtum
Die Bewohner von Oberstehöhe nehmen traditionell an dem Kirmeskorso der Wahlscheider Kirmes teil.

## Verkehr
- Oberstehöhe liegt an den Kreisstraßen 34 und 16.
- Der Ort liegt nahe zum Bahnhof Lohmar-Honrath bei Jexmühle.
- Die Busse verkehren nur selten auf der Strecke. Das Anruf-Sammeltaxi (AST) ergänzt daher den ÖPNV. Oberstehöhe gehört zum Tarifgebiet des Verkehrsverbund Rhein-Sieg (VRS).

## Persönlichkeiten
- Johannes Höver (1816–1864), Lehrer und Ordensgründer, in Oberstehöhe geboren